# Országos Alkotmánypárt
Az Országos Alkotmánypárt vagy röviden Alkotmánypárt egy politikai párt volt a dualizmus-kori Magyarországon.

## Története
A párt 1905. november 18-án alakult a Szabadelvű Pártból kilépett úgynevezett „disszidensek” csoportjából, ifjabb Andrássy Gyula vezetésével. Kilépésük apropóját az aznap korábban lezajlott „zsebkendőszavazás” szolgáltatta. A csoport azonnal csatlakozott a szövetkezett ellenzékhez, melynek tagjaként az 1905-ös választásokon (még „disszidensek” néven) az országgyűlési mandátumok 6,54%-át nyerte el. A választásokat megelőző és követő súlyos belpolitikai válság alatt formálódott párttá és vette fel az Országos Alkotmánypárt nevet, elnökének pedig megválasztotta az azt addig is irányító ifjabb Andrássy Gyulát.
A párt a válság végét lezáró 1906-os választásokon jelentősen megerősítette pozícióját a szövetkezett ellenzéken belül. Hiába szerzett a Függetlenségi és Negyvennyolcas Párt majdnem kétszer annyi mandátumot, az udvarral kötött paktum értelmében mégis a 67-es alapokon nyugvó volt szabadelvűekből (vagyis az 1875-től 1905-ig kormányzó Szabadelvű Párt frissen kilépett tagjaiból) álló Alkotmánypárt adta a szövetkezett ellenzék kormányának gerincét és egyben többségét. Ifjabb Andrássy a belügyi, Darányi Ignác a földművelésügyi, Jekelfalussy Lajos pedig a honvédelmi tárcát kapta meg. A második kormányát alakító Wekerle Sándor szintén az Országos Alkotmánypárthoz csatlakozott hivatalba lépése előtt.
A koalíciós kormány mandátumának lejárta után, még 1910-ben Andrássy vezetésével a párt egyesült az egykori Szabadelvű Párt maradékát tömörítő Nemzeti Társaskörrel és Nemzeti Munkapárt néven indult az 1910-es választásokon, melyet meg is nyert.
Andrássy egy kisebb csoporttal karöltve a belső feszültségek hatására 1913 szeptemberében kilépett a Nemzeti Munkapártból és újjáalapította az Országos Alkotmánypártot. Az újjászervezett párt elnöke Hadik János lett, aki 1918. október 29-én (meglepetésre, Károlyi Mihály helyett) miniszterelnöki megbízatást kapott. Az új kormány azonban szinte még fel sem állt, az őszirózsás forradalom október 31-én már meg is buktatta. Az Országos Alkotmánypártot nem sokkal később sok másikkal egyetemben betiltották; a Magyarországi Tanácsköztársaság bukása után újjá már nem alakult.

## Választási eredményei
| Választások | Szavazatok száma | Szavazatok aránya | Mandátumok száma | Mandátumok aránya | Parlamenti szerepe |
| ----------- | ---------------- | ----------------- | ---------------- | ----------------- | ------------------ |
| 1905-ös1    | ?                | ?                 | 27               | 6,54%             | kormánypárt        |
| 1906-os     | ?                | ?                 | 71               | 17,19%            | kormánypárt        |

1: Disszidensek néven, még nem önálló pártként

## Külső hivatkozások
- Ifj. Andrássy Gyula szónokol Ferencvárosban az Országos Alkotmánypárt egy gyűlésén, fénykép, 1913 In: Volt egyszer egy Magyarország, Balassi Kiadó-Magyar Nemzeti Múzeum, Budapest, 1996, 33. kép.